# Comicfestival München

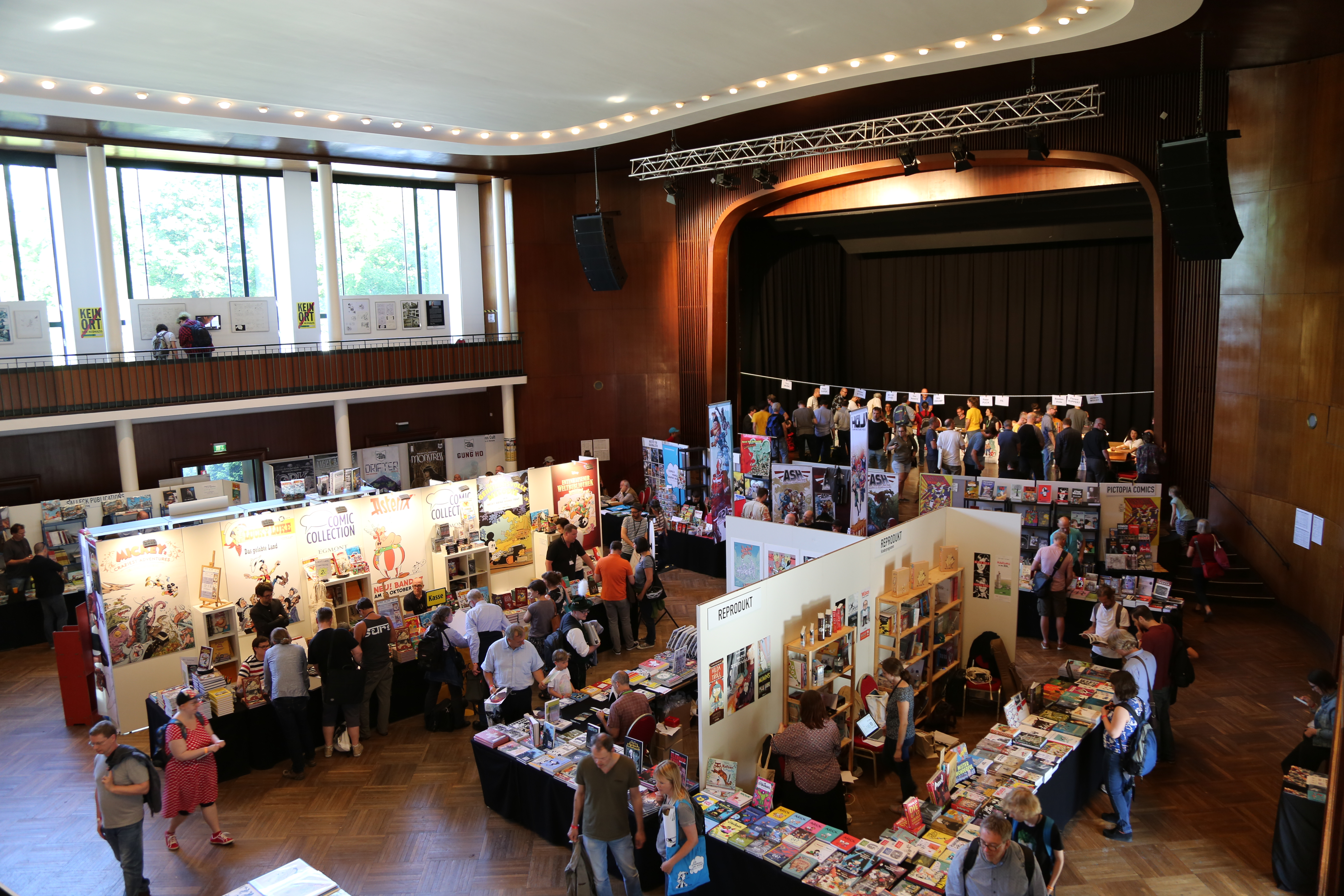
Das Comicfestival 2017 in der Alten Kongresshalle

Das Comicfestival München ist ein deutsches Comic-Festival, das seit 2007 im zweijährlichen Rhythmus stattfindet. Es wird durch das Kulturreferat der Landeshauptstadt München gefördert und ist nach dem Comic-Salon Erlangen das größte reine Comic-Event in Deutschland. Das Comicfestival wird in der Regel über vier Tage am Fronleichnamswochenende (d. h. in den Pfingstferien in Bayern) und im Wechsel mit dem Comic-Salon durchgeführt.
Das Comicfestival 2025 fand vom 19. bis zum 22. Juni statt. Die nächste Veranstaltung wird voraussichtlich vom 27. bis zum 30. Mai 2027 durchgeführt.

## Geschichte
Vorausgegangen waren in den Jahren 1990 bis 2005 jeweils das Comicfest München des gleichnamigen Vereins, die Internationalen Comicologischen Congresse 1996, 2001, 2004, sowie weitere kleinere Comicveranstaltungen des Dachverbands Comicstadt München e. V. und des Cultur ohne weiteres e. V.
Als neue und eigenständige Veranstaltung entstanden ist das Comicfestival München schließlich durch die sich ergänzende Partnerschaft der Vereine Comicfest München und Comicstadt München e. V. und führt eine Tradition fort, die bereits 1985 mit den 1. Münchner Comic-Tagen ihren Anfang nahm. Der Verein Comicfest München löste sich mit dem Jahresabschluss 2011 auf. Seine Mitglieder sind jetzt bei Comicstadt München e. V. aktiv.
Heiner Lünstedt leitet das Comicfestival München seit 2011, zunächst zusammen mit Michael Kompa, 2015 mit Wolfgang J. Fuchs und seit 2017 mit Rainer Schneider.

## Veranstaltungsorte
Es gibt alle zwei Jahre mehrere über die Stadt, v. a. im Münchner Innenstadtbereich verteilte Veranstaltungen, z. B. für Ausstellungen (2023 u. a. im Amerika-Haus, im Instituto Cervantes, im Istituto Italiano di Cultura, im Tschechischen Zentrum und im Valentin-Karlstadt-Musäum).
Der zentrale Hauptveranstaltungsort wechselte mehrmals:
- 2007 und 2009 Altes Rathaus
- 2011 Künstlerhaus am Lenbachplatz
- 2013 Altes Rathaus und Künstlerhaus
- 2015 bis 2021 Alte Kongresshalle (2021 wegen der COVID-19-Pandemie als „Comicmuseum“ ohne Verlagsmesse[3])
- 2023 Stadtbibliothek im Gasteig HP8 (bei freiem Eintritt)
- 2025 Alte Kongresshalle

## Programm
Feste Teile des Festivalprogramms sind unter anderem eine Verlagsmesse, Signierstunden mit nationalen und internationalen Comiczeichnern, Ausstellungen, Zeichenkurse, Podiumsgespräche und eine Comicbörse.
Die Preise Peng! – Der Münchner Comicpreis und ICOM Independent Comic Preis werden auf dem Comicfestival München verliehen.